# 서창남순환로

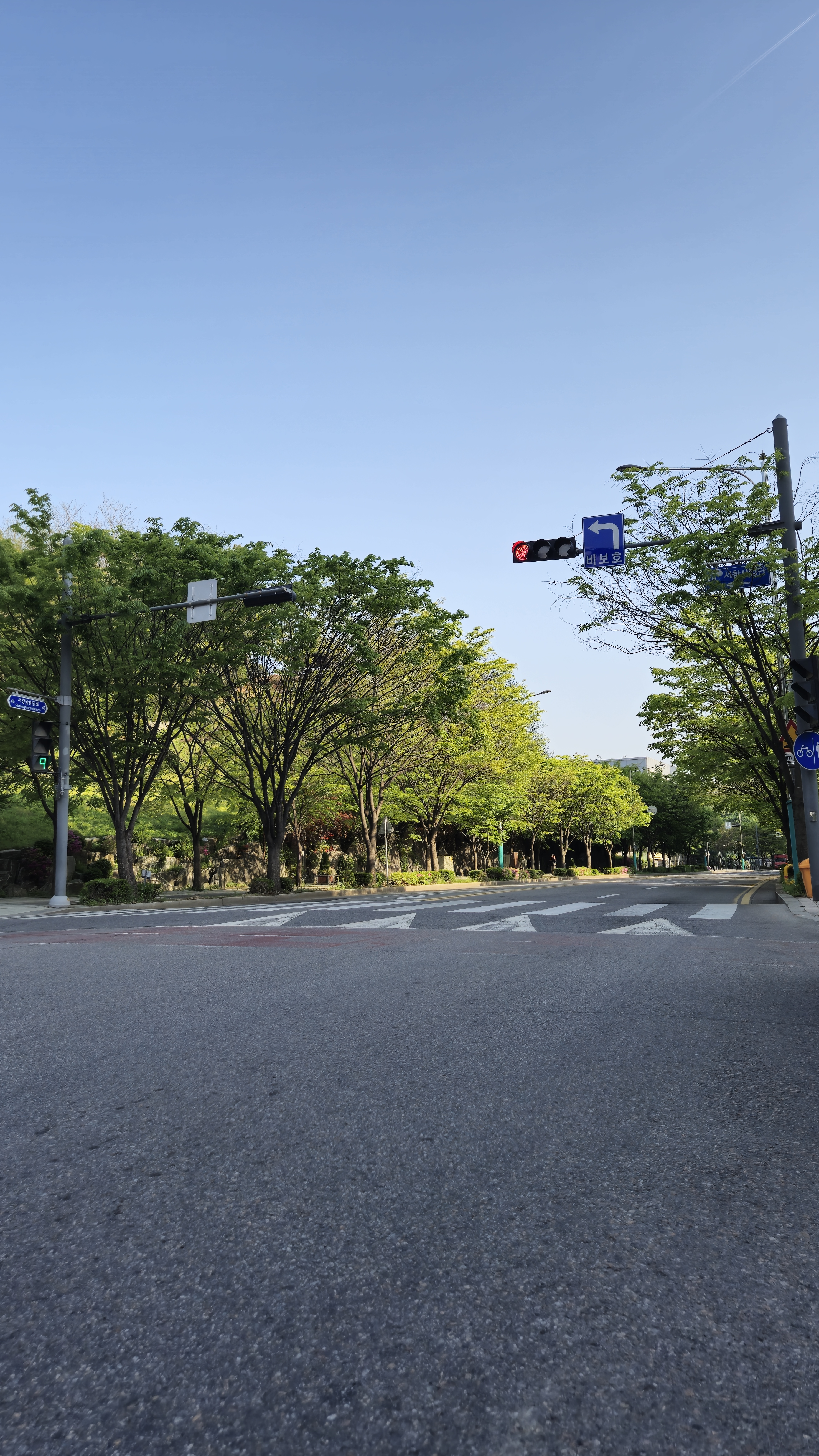
서창남순환로(서창2동 행정복지센터 앞)

서창남순환로는 인천광역시 남동구 서창동에 있는 도로이다. 서창동 104-21을 기점으로 서창동 633-7을 종점으로 한 도로이며, 길이는 2.27km(2,272m)이다.

## 개요
서창남순환로에는 서창2동행정복지센터 건물이 인접해 있다. 서창남로를 기준으로 서창2동을 순환하는 도로로 활용되고 있다. 서창남순환로와 가지길에는 원형로타리를 가지고 있고, 서창3교를 넘어서면 인천한빛초등학교가 있다.
서창2동을 둘러 순환하는 명칭으로 2012년 03월 28일 고시 및 효력이 발생하여 명칭이 제정 되었다.
서창2지구 LH휴먼시아1단지아파트 도서관부터 서창에코에비뉴아파트까지의 서창2동을 둘러서면서 순환하는 도로이다.

## 사진

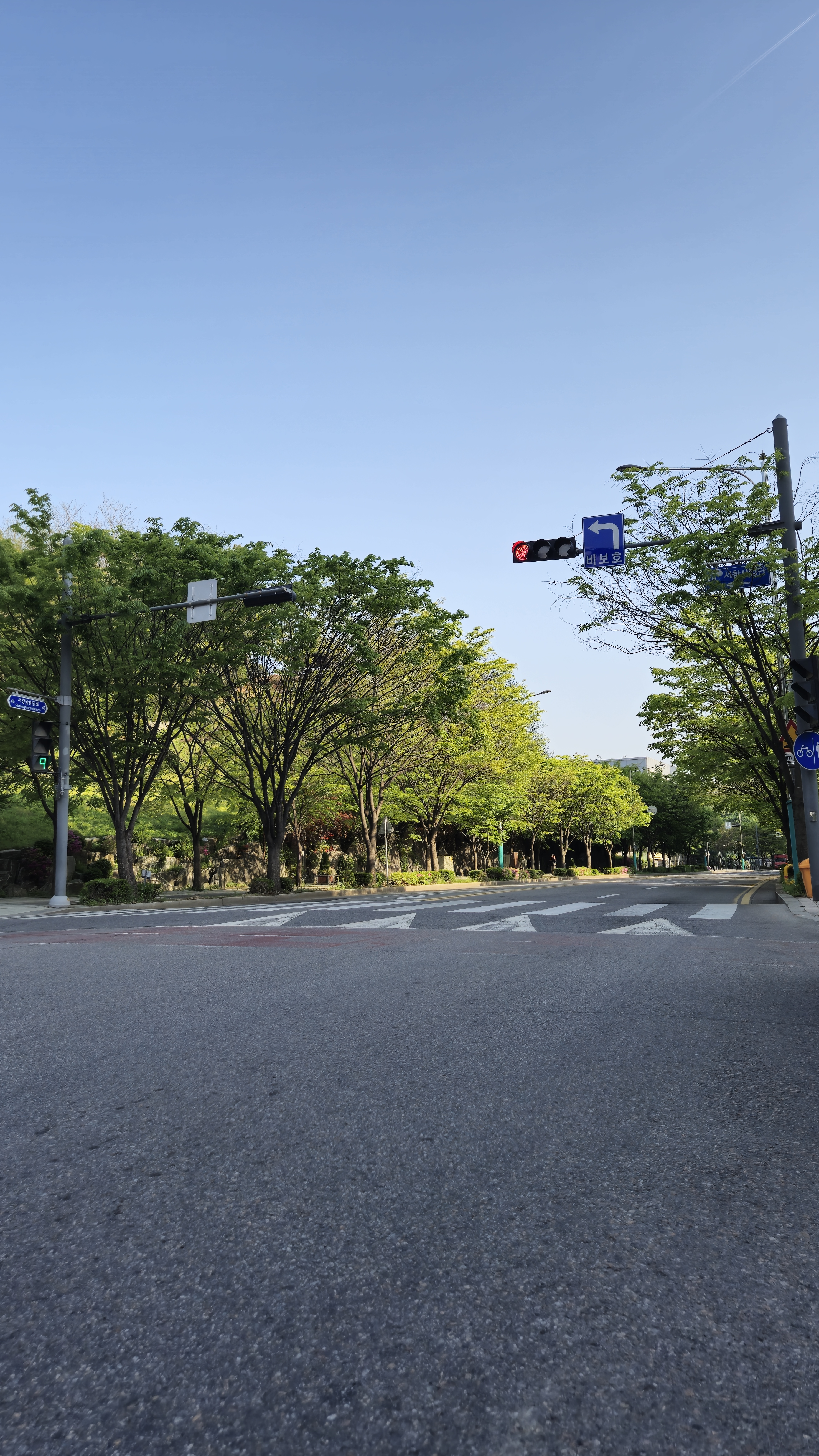
남측방향
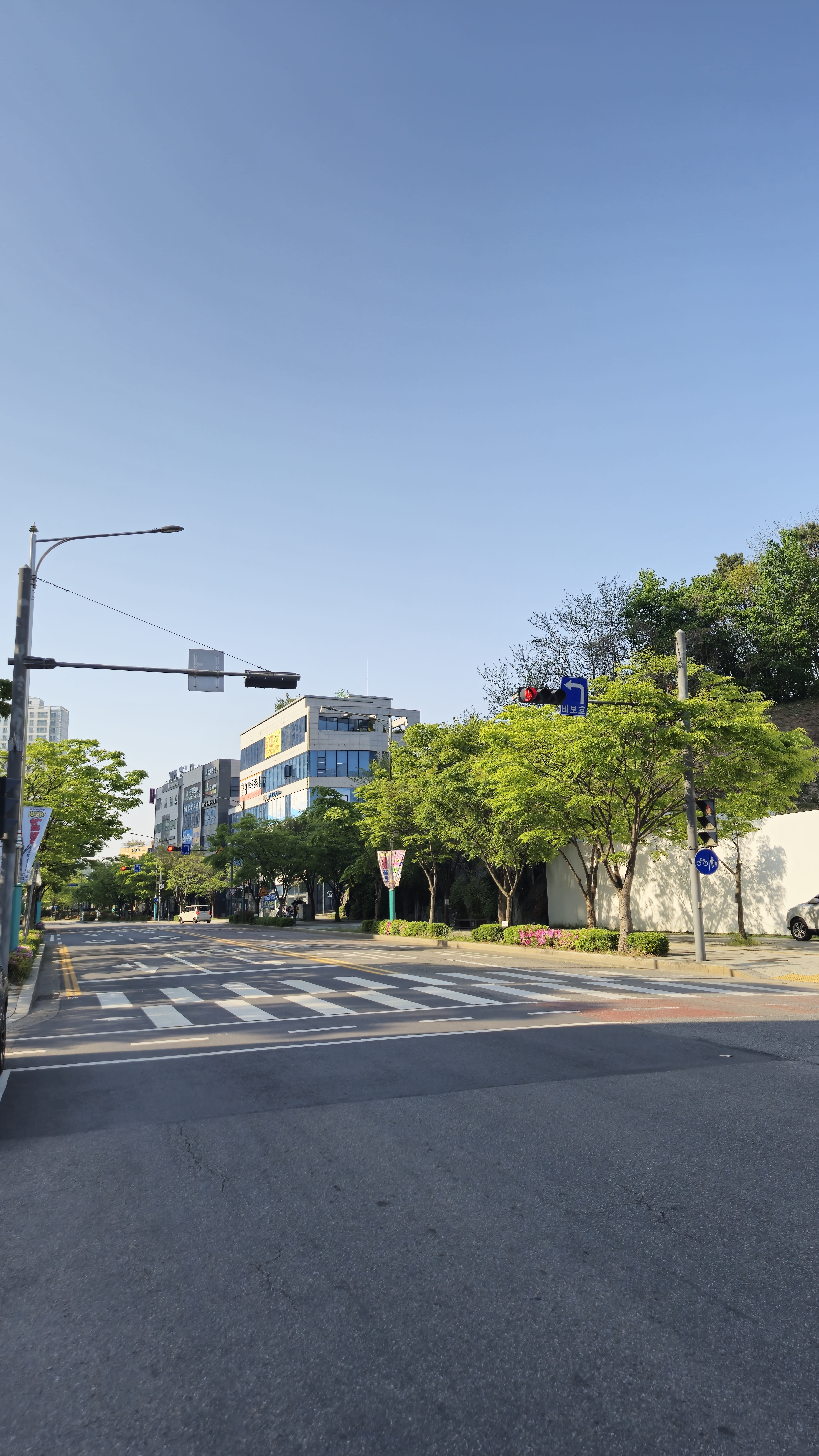
북측방향

## 인접한 도로
- 서창방산로
- 서창남로
- 장아산로231번길
- 독곡로60번길

## 주요건물

서창남순환로 43, 서창2동행정복지센터
서창남순환로 43, 서창2동행정복지센터

- 서창2동행정복지센터
- 서창2지구LH휴먼시아1단지아파트
- 서창베니엔아파트
- 서창청광플러스원아파트
- 서창센트럴푸르지오아파트
- e편한세상서창아파트
- 서창센트라스아파트
- 서창2자구호반베르디움아파트
- 서창퍼스트뷰아파트
- 서창에코에비뉴아파트
- 인천한빛초등학교
- 만월중학교
- 인천장서초등학교